# Universidad Metodista
La Universidad Metodista es una universidad privada afiliada con la Conferencia Anual de Carolina del Norte de la Iglesia Metodista Unida y ubicada en Fayetteville, Carolina del Norte. Está acreditado por la Comisión de Universidades de la Asociación de Colegios y Escuelas del Sur.
La universidad ofrece más de 80 programas de pregrado y posgrado, incluyendo opciones de doctoral, en el campus y en línea. Ofrece 22 títulos y programas de certificación totalmente en línea. La Universidad Metodista también cuenta con más de 80 clubes y organizaciones estudiantiles, junto con 20 deportes interuniversitarios de la NCAA. Ha graduado a más de 12.000 estudiantes desde su primera promoción en 1964.

## Historia
Originalmente conocida como "Methodist College", el estado de Carolina del Norte dio permiso la escuela el 1 de noviembre de 1956. En su 50 aniversario, la junta directiva votó por unanimidad para cambiar el nombre de Methodist College a Methodist University. La universidad ha tenido cinco rectores y presidentes en su historia:
- L. Stacy Weaver (1957-1973)
- Richard Pearce (1973-1983)
- M. Elton Hendricks (1983-2010)
- Ben E. Hancock, Jr. (2011-2018)
- Stanley T. Wearden (2019-el presente) [8]

## Relación con la Iglesia Metodista Unida
El actual presidente Stanley T. Wearden dice: “Si bien la Universidad Metodista valora su afiliación con la Iglesia Metodista Unida, la Iglesia no cree las políticas de la Universidad”. La universidad afirma que da acceso e inclusión a todos los estudiantes independientemente de su género, orientación sexual, origen, etnia o credo.

## Académica
Ofrece más de 80 programas académicos de la Universidad Metodista se encuentran en tres facultades diferentes: Facultad de Artes, Humanidades y Ciencias, Facultad de Negocios, Tecnología y Estudios Profesionales y Facultad de Ciencias de la Salud y Servicios Humanos.

### Colegio de Medicina
La Facultad de Medicina de la Universidad Metodista tiene la Facultad de Medicina de Salud de Cape Fear Valley, que actualmente es una escuela solicitante del Comité de Enlace sobre Educación Médica (LCME).
Las conversaciones entre la Universidad Metodista y el Sistema de Salud de Cape Fear Valley comenzaron en el otoño de 2022. Los dos instituciones reconocieron la necesidad de ampliar los servicios médicos en la región de Sandhills de Carolina del Norte y comprendieron el impacto potencial de una escuela de medicina para tener un efecto positivo en los resultados de salud en la región.
El 27 de febrero de 2023, el presidente de la Universidad Metodista, Stanley T. Wearden, y el director ejecutivo de Cape Fear Valley Health, Michael Nagowski, dieron un anuncio formal sobre una asociación diseñada para crear la facultad de medicina.

## Deportes
Los equipos de la Universidad Metodista participan como miembro de la División III de la Asociación Nacional de Atletismo Universitario . Las Monarchs son miembros de la Conferencia Atlética del Sur de Estados Unidos. Los deportes masculinos incluyen béisbol, baloncesto, porristas, campo a través, fútbol, golf, lacrosse, fútbol, tenis y atletismo bajo techo y al aire libre. Los deportes femeninos incluyen baloncesto, porristas, campo a través, golf, lacrosse, fútbol, sóftbol, tenis, atletismo bajo techo y al aire libre y voleibol. Los equipos de la Universidad Metodista han ganado 83 campeonatos nacionales individuales y por equipos junto con 183 campeonatos de conferencias. Hasta la fecha, la Universidad Metodista también ha producido 375 All-Americans de la División III de la NCAA y 65 All-Americans académicos.